# Lorenz Adalbert Enzinger

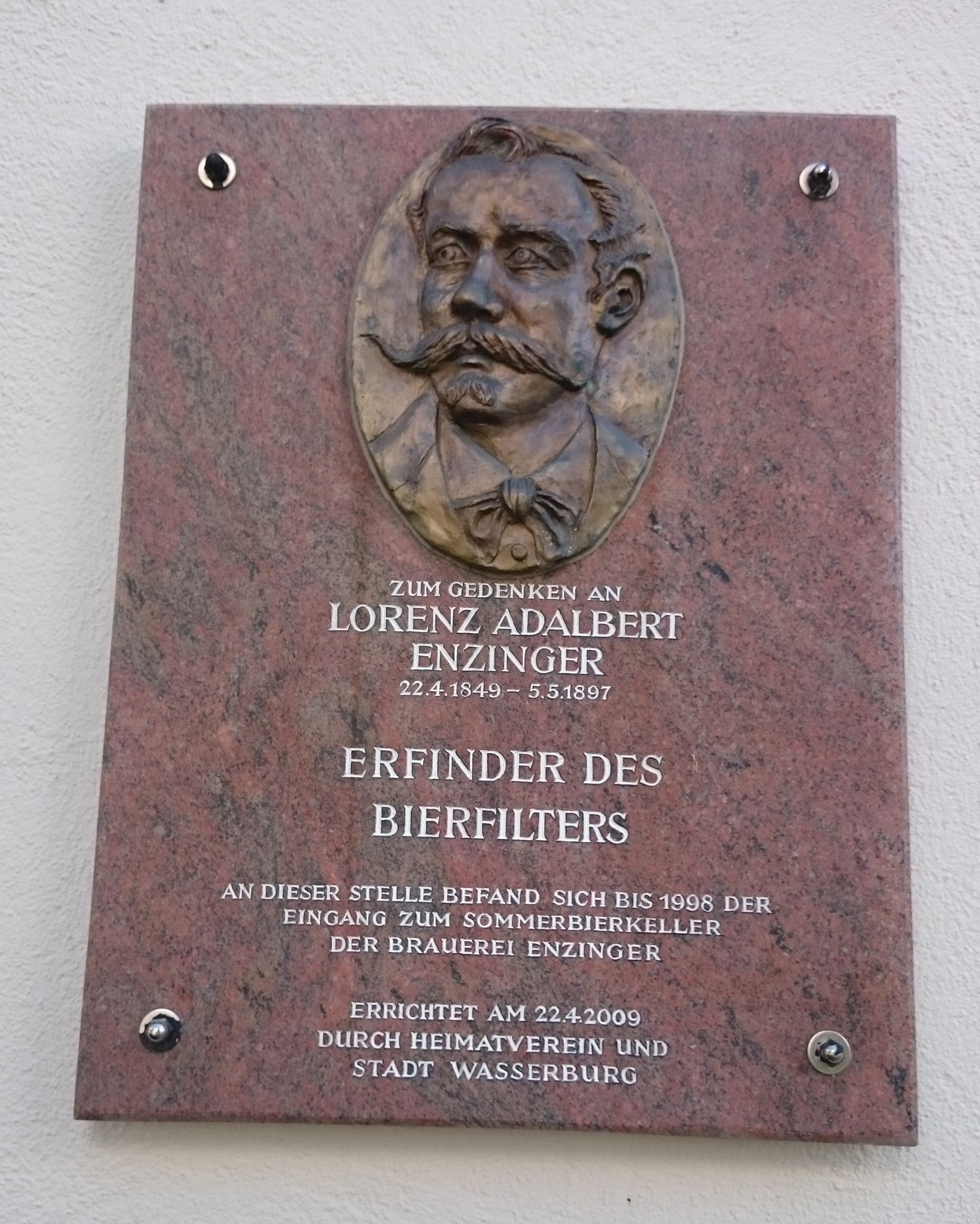
Gedenktafel für Lorenz Adalbert Enzinger (mit Porträtrelief) in Wasserburg an Inn

Lorenz Adalbert Enzinger (* 22. April 1849 in Wasserburg am Inn; † 5. Mai 1897 in Falkenstein im Taunus) war ein deutscher Erfinder und Unternehmer, der 1878 durch die Erfindung eines Bierfilters bekannt wurde.

## Leben

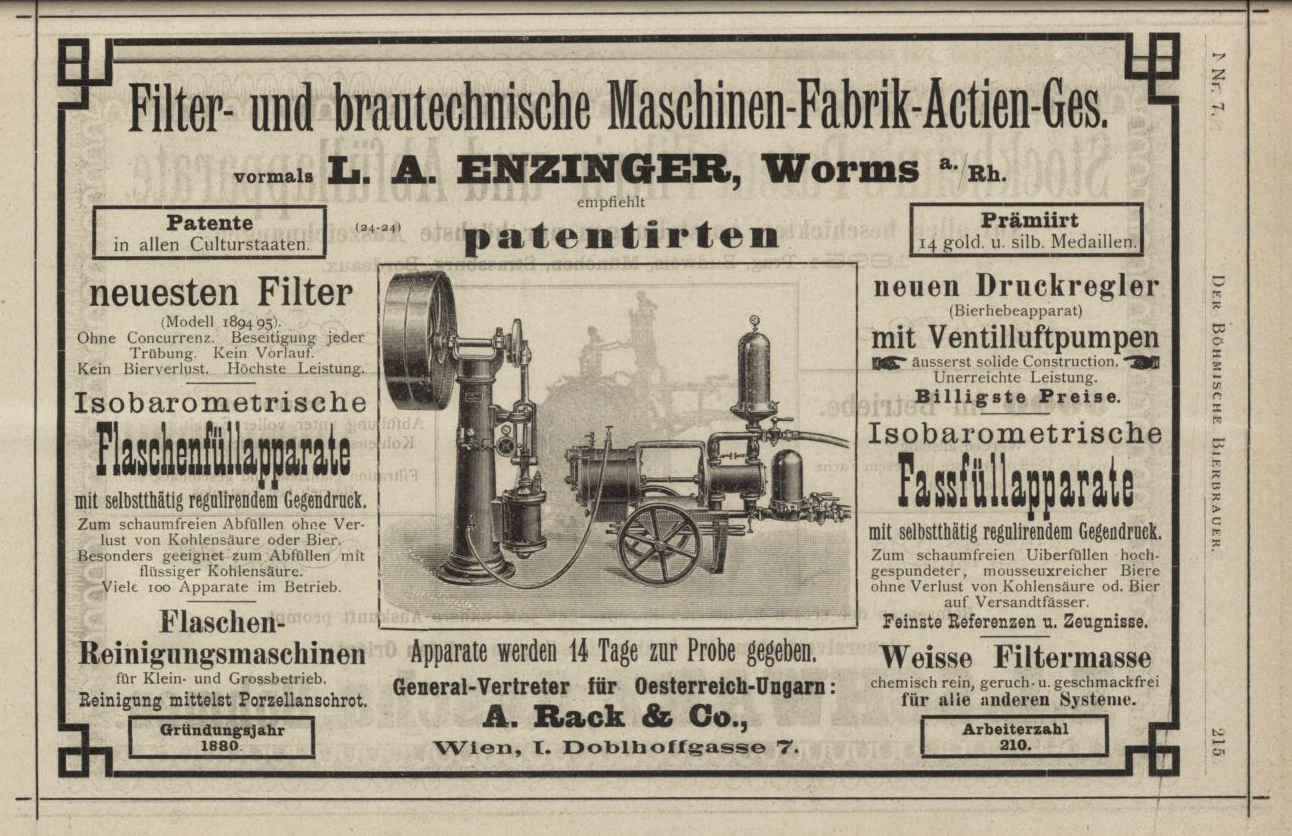
Anzeige der Firma aus dem Jahr 1898

Lorenz A. Enzinger ist das zweite Kind des aus Rimsting stammenden Bierbrauers Joann Baptist Enzinger und seiner Ehefrau Franziska, verwitwete Lueginger. Franziska brachte die Brauerei Lueginger mit in die Ehe. 1853 war die Brauerei Enzinger mit 300 m3 die größte der 15 Wasserburger Brauereien. Lorenz wuchs in Wasserburg auf und begann nach Abschluss der Gewerbeschule eine Ausbildung in der Brauerei seiner Eltern. Nach einer Weiterbildung an der Brauerschule in Augsburg 1870 kehrte er kurz nach Wasserburg zurück.
Seit 1873 hielt Enzinger Kurse für angehende Bierbrauer an der landwirtschaftlichen Schule von Dr. Heinrich Konrad Schneider in Worms, wo ihm das Projekt einer Versuchsbrauerei anvertraut wurde. Hier lernte er Minna Rüdiger kennen, die er am 19. September 1874 heiratete. Nach einer Anstellung als Brauereitechniker bei der Unionsbrauerei in Neukölln (heute: Berlin) wurde er technischer Direktor der Aktienbrauerei Herberts & Co. in Dortmund. Nach der Geburt des ersten Sohnes 1876 kehrte die Familie jedoch nach Worms zurück. Durch eine erfolglose Beteiligung an der Maschinenfabrik Stuckle, in der er das Laboratorium leitete, verlor er seine gesamte Einlage und schied bereits nach einem Jahr wieder aus.
Enzinger verfasste einige Publikationen und lehrte weiter an der Brauereiakademie in Worms. Angespornt von der Leistungsfähigkeit des von ihm entwickelten Bierfilters, gründete er 1879 die Firma L.A. Enzinger, die er bis zu seinem Tod 1897 leitete. Er trat 1884 dem Verein Deutscher Ingenieure (VDI) und dem Mannheimer Bezirksverein des VDI bei.

## Entwicklung des Bierfilters
Lorenz Adalbert Enzinger wurde durch die Erfindung eines Bierfilters bekannt, den er unter der Bezeichnung „Enzinger’s Universal-Schnellfilter“ vermarktete. Die trübe Flüssigkeit durchlief eine Reihe von Papierfiltern und verlor dabei die mitgeführten Trübstoffe. Bei der Filtration von Bier hielten die Filter Hefepartikel zurück, was das Bier haltbarer machte und damit auch ermöglichte, es über längere Strecken zu transportieren. Dies war eine revolutionäre Neuerung. Wenngleich Großbrauereien heute andere Filtertypen verwenden, so setzen kleinere Brauereien bis heute den Enzinger-Filter ein, wenngleich etwas optimiert.
Das erste Modell des Bierfilters entstand auf dem Küchenherd der Familie Enzinger. Gestell und Filter wurden von der Firma Hamm in Frankenthal aus Eisen hergestellt, nachdem Enzinger die ersten Prototypen noch von Hand mit der Laubsäge aus Hartgummi ausgeschnitten hatte. Nach erfolgreichen Versuchen in der Wormser Versuchsbrauerei fertigte Enzinger ein größeres Modell mit den Abmessungen 50 × 50 × 150 (B × T × H). 1878 wurde das erste Modell verkauft und der Patentschutz in Deutschland in Aussicht gestellt. Im folgenden Jahr gründete Lorenz Adalbert Enzinger die eigene Firma. Der Filter wurde 1879 beim Kaiserlichen Patentamt mit der Patentschrift 5159 erfolgreich zum Patent angemeldet. Enzinger stellte den Filter 1880 auf der Münchener Brauereitagung vor. Die zunächst im Stadtgebiet von Worms produzierende Firma musste, um expandieren zu können, 1883 nach Pfeddersheim auf das umgebaute Gelände der Wiesenmühle verlegt werden. Der tausendste Filter wurde 1886 ausgeliefert. Seinen wirtschaftlichen Erfolg dokumentierte der Unternehmer auch mit dem Bau einer repräsentativen Villa, der Villa Enzinger in Worms.

## Firmengeschichte
Nach dem Tod des Firmengründers wurde die Firma in Filter- und Brautechnische Maschinenfabrik Act.Ges. umfirmiert und später zur Enzinger Union Werke AG Mannheim verschmolzen. Nach einer Vielzahl von Fusionen ist heute die KHS GmbH das Nachfolgeunternehmen.

## Werke
- Die physikalischen Systeme des Gerstenkornes, sowie deren Anordnung und Thätigkeit beim Wachsthumsprozeß. In: Conrad Schneider: Die Mälzerei. Chemie und Physiologie der Malzbereitung. Leipzig 1875.
- Die Anatomie des Gerstenkornes und die Vorgänge beim Wachstumsprozess. Leipzig 1876.